# Isole Medas

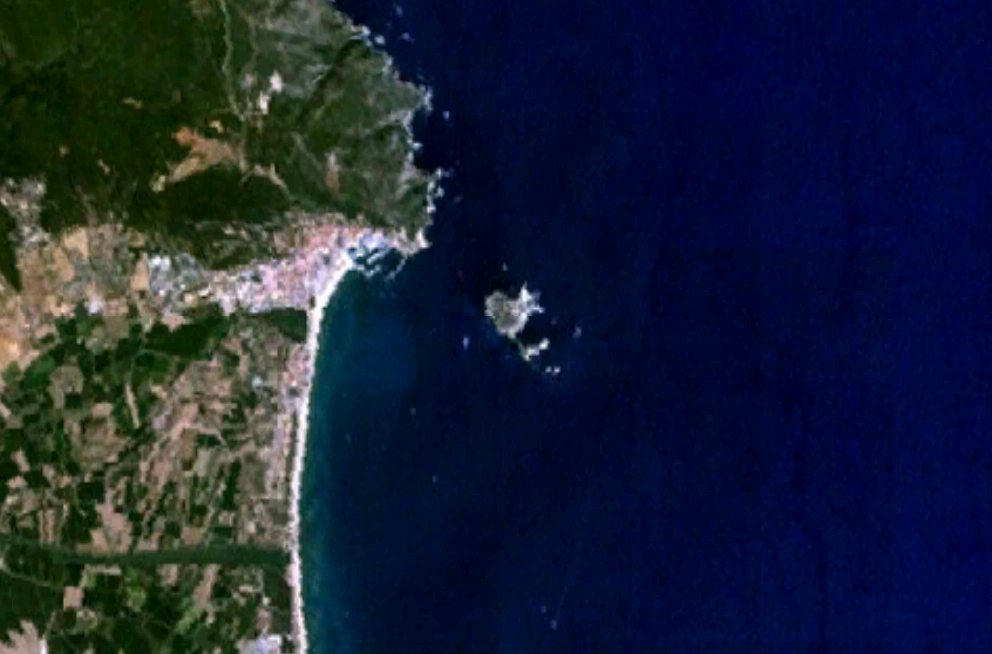
Le isole Medas viste dal satellite

Le Isole Medas (Illes Medes in catalano) sono un arcipelago situato nel mar Mediterraneo di fronte alle coste della Catalogna e formato da sette isole e alcuni isolotti. Contano complessivamente una superficie di circa 21,5 ha.
Le sette isole dell'arcipelago sono:
- Meda Gran
- Meda Petita
- Medellot (Medallot)
- Carall Bernat (Cavall Bernat)
- Ferrenelles
- Tascons Gross (Tascó Gros)
- Tascons Petits (Tascó Petit)

## Parco marino

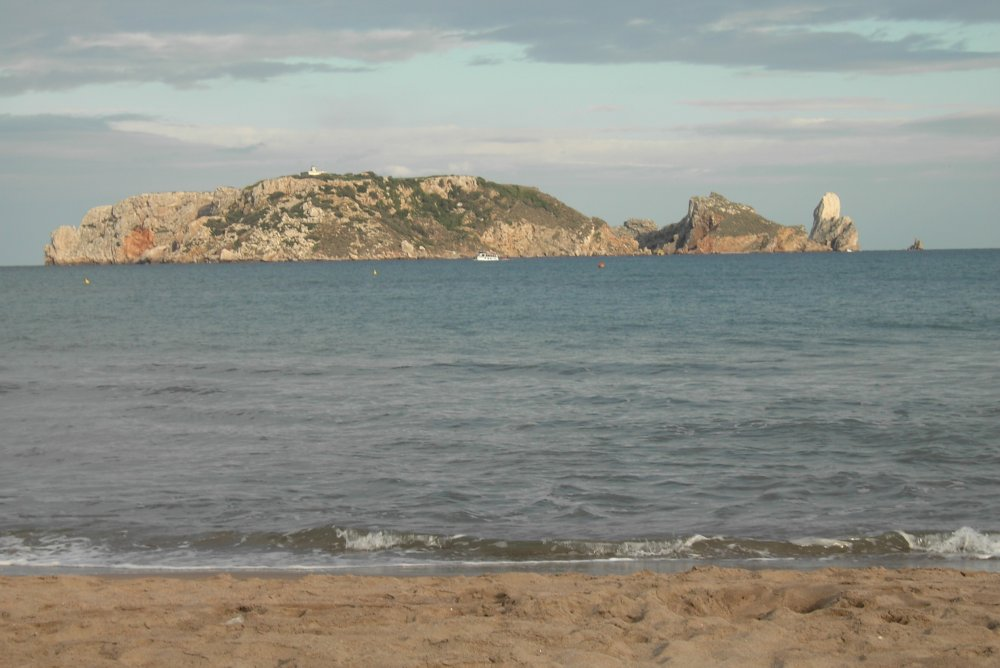
Vista dalla spiaggia de l'Estartit

Il parco marino delle Isole Medas, costituito nel 1983, è di grande interesse per l'ampia varietà di flora e fauna marine: sono state infatti recensite più di 1200 specie. Vi sono inoltre ampie praterie di posidonia e nelle numerose caverne sottomarine le cernie trovano un ambiente adatto per la riproduzione.
L'area protetta è una meta famosa per gli amanti delle immersioni subacquee.
L'arcipelago è stato dichiarato Area Specialmente Protetta di Interesse Mediterraneo.